# جان گریگ
جان گریگ (انگلیسی: John Gregg; ۲ سپتامبر ۱۸۲۸ – ۷ اکتبر ۱۸۶۴) سیاست‌مدار اهل ایالات متحده آمریکا بود.